# Natale in casa d'appuntamento
Natale in casa d'appuntamento è un film italiano del 1976 diretto da Armando Nannuzzi.
È un film commedia con Ernest Borgnine, Françoise Fabian e Corinne Cléry.

## Trama
Nira, tenutaria di una casa d'appuntamento, è sul punto di cambiare vita, avendo pianificato di sposarsi con un ingegnere. Ma il destino deciderà diversamente.

## Produzione
Il film, diretto da Armando Nannuzzi su una sceneggiatura di Hadrian Bolseni e Ugo Moretti, fu prodotto da Alfredo Leone per la Leone International.

## Distribuzione
Il film fu distribuito in Italia nel 1976 al cinema.
Alcune delle uscite internazionali sono state:
- in Francia il 24 maggio 1978 (Allô... Madame)
- negli Stati Uniti nel novembre del 1979 (Holiday Hookers)
- in Portogallo il 24 ottobre 1980 (Flores Que Vivem no Lodo)
- in Norvegia il 28 agosto 1981

## Critica
Secondo il Morandini il film "è una storia di redenzione mancata che si perde in episodi marginali".